# Mary Kay Place
Mary Kay Place (Tulsa, Oklahoma; 23 de septiembre de 1947) es una actriz, guionista, directora y cantante estadounidense.

## Filmografía
- Mary Hartman, Mary Hartman (1976)
- Bound for Glory (1976)
- New York, New York (1977)
- More American Graffiti (1979)
- Starting Over (1979)
- Private Benjamin (1980)
- The Big Chill (1983)
- Terms of Endearment (1983)
- Reencuentro
- Smooth Talk (1985)
- Portrait of a White Marriage (1988)
- Samantha (1992)
- Captain Ron (1992)
- Manny & Lo (1996)
- The Rainmaker (1997)
- Pecker (1998)
- How to Make the Cruelest Month (1998)
- Being John Malkovich (1999)
- Girl, Interrupted (1999)
- The Safety of Objects (2001)
- Sweet Home Alabama (2002)
- Latter Days (2003)
- Silver City (2004)
- Nueve vidas (2005)
- Lonesome Jim (2005)
- Youth in Revolt (2008)
- It's Complicated (2009)
- The Hollars (2016)
- Downsizing (2017)
- Diane (2019)